# Tim Merlier
Tim Merlier   (Wortegem-Petegem, 30 d'octubre de 1992) és un ciclista belga, professional des del 2011. Actualment corre a l'equip Soudal Quick-Step. Combina la carretera amb el ciclocròs.
En el seu palmarès destaca el Campionat de Bèlgica de ciclisme en ruta del 2019, i sobretot, dues etapes al Giro d'Itàlia, el 2021 i 2024, i tres al Tour de França, una al 2021 i dues més al 2025.

## Palmarès
- 2014
  - Vencedor d'una etapa a la Volta al Brabant flamenc
- 2015
  - 1r al Gran Premi Etienne De Wilde
  - Vencedor de 2 etapes a la Volta al Brabant flamenc
- 2016
  - 1r al Gran Premi de la vila de Zottegem
- 2018
  - Vencedor de 2 etapes a la Volta a Dinamarca
- 2019
  -  Campió de Bèlgica en ruta
  - 1r a l'Elfstedenronde
  - Vencedor d'una etapa a la Volta a Dinamarca
- 2020
  - 1r a la Brussels Cycling Classic
  - Vencedor d'una etapa al Tour d'Antalya
  - Vencedor d'una etapa a la Tirrena-Adriàtica
- 2021
  - 1r a la Copa de Bèlgica
  - 1r a Le Samyn
  - 1r al Gran Premi Jean-Pierre Monseré
  - 1r a la Bredene Koksijde Classic
  - 1r al Tour de Limburg
  - 1r a l'Elfstedenronde
  - Vencedor d'una etapa al Giro d'Itàlia
  - Vencedor d'una etapa al Tour de França
  - Vencedor de 2 etapes al Tour del Benelux
- 2022
  -  Campió de Bèlgica en ruta
  - 1r a la Classic Bruges-De Panne
  - 1r a la Nokere Koerse
  - 1r al Memorial Rik Van Steenbergen
  - Vencedor d'una etapa a la Tirrena-Adriàtica
- 2023
  - 1r a la Nokere Koerse
  - 1r al Gran Premi de Fourmies
  - Vencedor d'una etapa del Tour d'Oman
  - Vencedor de 2 etapes a l'UAE Tou
  - Vencedor d'una etapa a la París-Niça
  - Vencedor d'una etapa als Quatre dies de Dunkerque
  - Vencedor de 2 etapes a la Volta a Polònia
  - Vencedor de 2 etapes a la Volta a Eslovàquia
- 2024
  -  Campió d'Europa en ruta
  - 1r a la Nokere Koerse
  - 1r al Scheldeprijs
  - 1r al Campionat de Flandes
  - 1r a la Gooikse Pijl
  - Vencedor de 2 etapes a l'AlUla Tour
  - Vencedor de 3 etapes a l'UAE Tour
  - Vencedor de 3 etapes al Giro d'Itàlia
  - Vencedor de 2 etapes a la Volta a Bèlgica
  - Vencedor d'una etapa a la Volta a Polònia
- 2025
  - Vencedor de 2 etapes a l'AlUla Tour
  - Vencedor de 2 etapes a l'UAE Tour
  - Vencedor de 2 etapes a la París-Niça
  - 1r a Scheldeprijs
  - 1r a la Brussels Cycling Classic
  - Vencedor de 2 etapes a la Volta a Bèlgica
  - Vencedor de 2 etapes al Tour de França

### Resultats al Tour de França
- 2021. No surt (9a etapa). Vencedor d'una etapa
- 2025. 148è de la classificació general. Vencedor de dues etapes

### Resultats al Giro d'Itàlia
- 2021. Abandona (11a etapa). Vencedor d'una etapa
- 2024. 138è de la classificació general. Vencedor de 3 etapes

### Resultats a la Volta a Espanya
- 2022. 132è de la classificació general